# ペレルマン (小惑星)
ペレルマン (50033 Perelman) は、小惑星帯に位置する小惑星である。スイスのアマチュア天文家ステーファノ・スポセッティがGnoscaの観測所で発見した。
ポアンカレ予想を解決したロシア人の数学者、グレゴリー・ペレルマンに因んで命名された。